# Ле-Ренси (округ)
Ле-Ренси (фр. Le Raincy) — округ (фр. Arrondissement) во Франции, один из округов в регионе Иль-де-Франс. Департамент округа — Сена-Сен-Дени. Супрефектура — Ле-Ренси.
Население округа на 2006 год составляло 535 156 человек. Плотность населения составляет 4351 чел./км². Площадь округа составляет 123 км².